# Musca pedo
Musca pedo är en tvåvingeart som först beskrevs av Harris 1780.  Musca pedo ingår i släktet Musca och familjen skridflugor. Inga underarter finns listade i Catalogue of Life.